# Bábis
Bábis é um personagem da mitologia greco-romana.

## História
Irmão do sátiro Mársias, como este também desafiou Apolo para uma disputa musical, e só não teve o mesmo fim do irmão porque era tão inábil no instrumento que o deus preferiu poupá-lo.